# Parque nacional Pumalín
Parque nacional Pumalín, oficialmente Parque nacional Pumalín Douglas Tompkins, es un parque nacional chileno ubicado en la provincia de Palena, Región de Los Lagos en Chile. Tiene 402 392 hectáreas y fue creado por Decreto Supremo N.º 28 del 28 de febrero de 2018. Gran parte de sus terrenos (325 000 ha) fueron propiedad de Douglas Tompkins, y posteriormente de la «Fundación Pumalín», que los donó al Estado de Chile en 2017.

## Historia

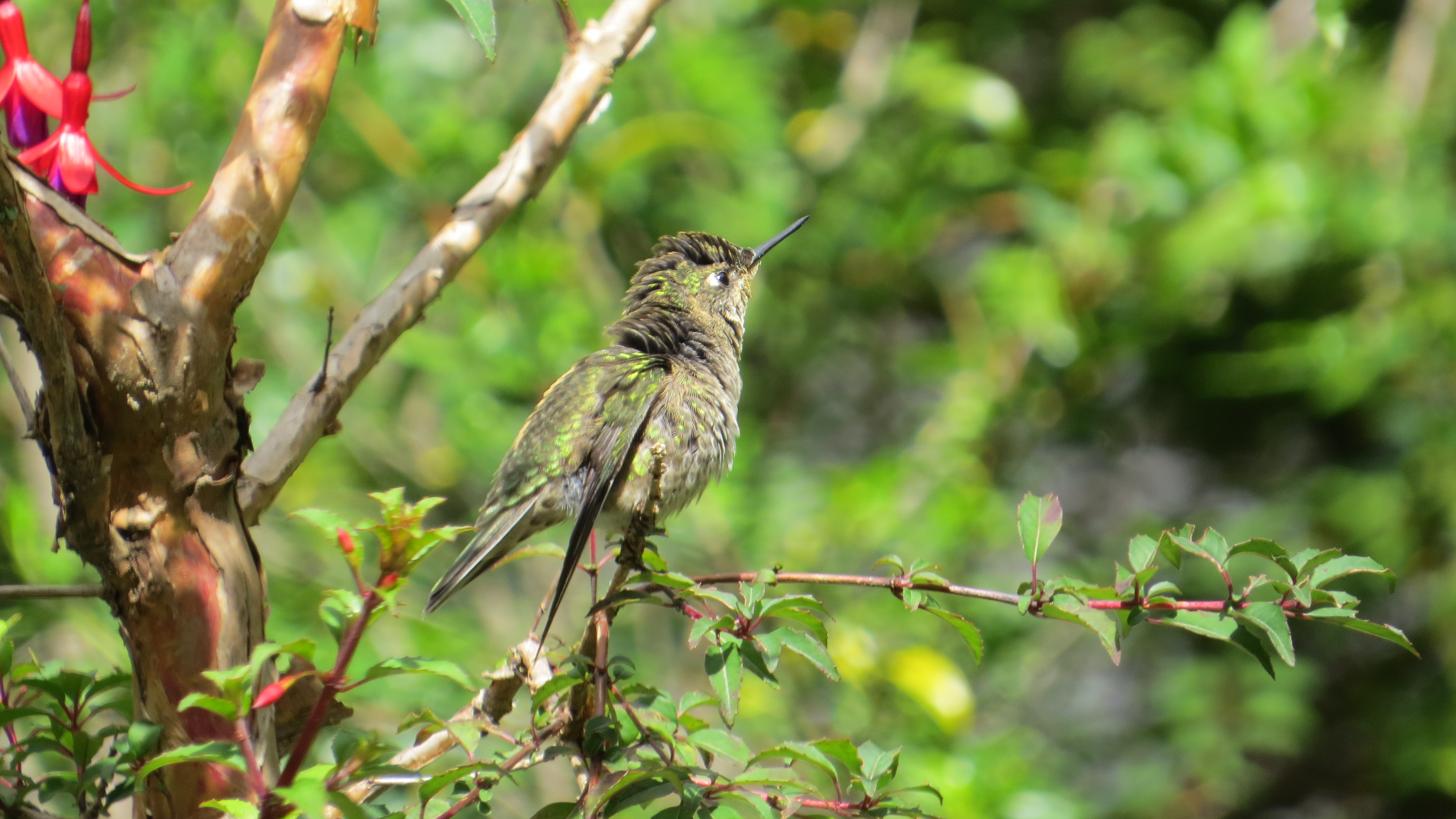
Un colibrí austral en el parque Pumalín.

En 1991 el multimillonario estadounidense Douglas Tompkins adquirió las 17 000 hectáreas del fundo «Reñihué», con el motivo de preservar el bosque de la explotación. La fundación The Conservation Land Trust, fundada por Tompkins, fue adquiriendo paulatinamente las cerca de 325 000 ha de tierra que en 2012 conformaban el Parque Pumalín.
El 19 de agosto de 2005 el Estado de Chile designó al Parque como santuario de la naturaleza. The Conservation Land Trust donó posteriormente las tierras a la Fundación Pumalín, organización chilena, para su administración.
En 2011 parte de sus terrenos fueron expropiados por el gobierno de Sebastián Piñera para la pavimentación del tramo de 1200 km de la Carretera Austral que conecta Puerto Montt con Coyhaique.
En marzo de 2017 fue anunciada por Kristine McDivitt, viuda de Tompkins, la donación al Fisco de Chile de un total de 407 625 hectáreas para la creación de tres áreas protegidas: los parques Pumalín, Melimoyu y Patagonia. El parque nacional Pumalín fue creado oficialmente por Decreto Supremo N.º 28 del 28 de febrero de 2018.

## Visitantes
Este parque recibe una pequeña cantidad de visitantes chilenos y extranjeros cada año. Los datos de visitantes disponibles a partir de 2019.
| Año         | 2019  | 2020   | 2021  | 2022   | 2023   | 2024   |
| ----------- | ----- | ------ | ----- | ------ | ------ | ------ |
| chilenos    | 676   | 9.866  | 3.178 | 19.921 | 13.832 | 17.511 |
| extranjeros | 480   | 2.143  | 292   | 1.530  | 5.294  | 2.812  |
| Total       | 1.156 | 12.009 | 3.470 | 21.451 | 19.126 | 20.323 |